# District minier de Fengfeng
Le district minier de Fengfeng (峰峰矿区 ; pinyin : Fēngfēng Kuàngqū) est une subdivision administrative de la province du Hebei en Chine. Il est placé sous la juridiction de la ville-préfecture de Handan.